# The Dog: Happy Life
The Dog: Happy Life is een huisdierensimulatie voor PlayStation Portable. Het computerspel werd ontwikkeld en uitgegeven door Yuke's, en in 2006 enkel uitgebracht in Japan.

## Gameplay
Het spel draait rond verschillende realistische honden die de speler kan aankleden met halsbanden en jasjes, mee kan spelen, en kan fotograferen. De genomen foto's kunnen worden opgeslagen in een album en gedeeld worden. Tot slot kan ook de virtuele kamer waar de hond zich in bevindt, ingericht worden met diverse meubels en hondenmanden. Het doel van het spel is om de hond tevreden te houden.

### Hondenrassen
De speler kan kiezen uit 16 hondenrassen:
- Chihuahua
- Labrador-retriever
- Franse buldog
- Golden retriever
- Épagneul nain continental
- Bordercollie
- Dalmatiër
- Mopshond
- Shih tzu
- Yorkshireterriër
- Beagle
- Duitse herder
- Shiba
- Teckel
- Maltezer
- Franse poedel